# Cité internationale des arts

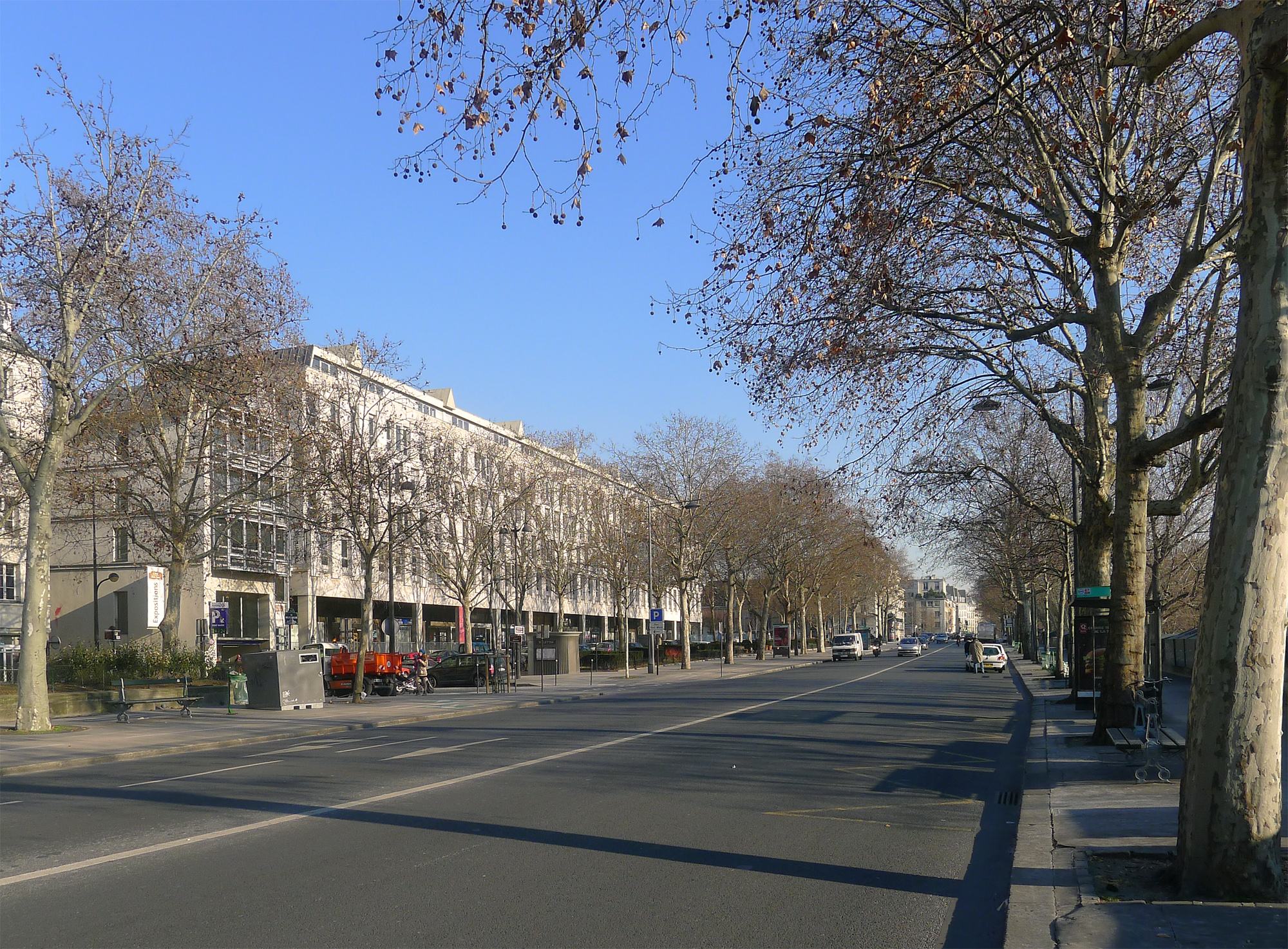
Cité internationale des arts v ulici Rue de l'Hôtel-de-Ville

Cité internationale des arts (CIA, „Mezinárodní město umění“) je ubytovací komplex v Paříži, který slouží k ubytování a tvůrčímu rozvoji umělců během jejich studijního pobytu ve městě. CIA spravuje stejnojmenná nadace s mezinárodní spoluúčastí různých škol, institutů, univerzit aj.

## Vývoj
S myšlenkou na založení mezinárodního uměleckého centra přišla v roce 1947 finská umělkyně Eero de Snellman. Nápad podpořily i francouzské instituce – Ministerstvo kultury, Ministerstvo zahraničních věcí, Akademie výtvarných umění a město Paříž. Asociace byla založena téhož roku a kancelář jí poskytlo Ministerstvo kultury v Rue de Valois. Poté přesídlila do domu č. 18 v ulici Rue de l'Hôtel-de-Ville, kde město Paříž umožnilo dlouhodobý pronájem pozemku pro výstavbu bytů a ateliérů.
Nadace zprovoznila v roce 1965 své ubytovny, kde nabízí byty a ateliéry. Jedná se o hlavní budovu č. 18 v ulici Rue de l'Hôtel-de-Ville ve čtvrti Le Marais (architekti Paul Tournon a Olivier-Clément Cacoub) s kapacitou asi 240 ubytovaných a dále na Montmartru v č. 24 Rue Norvins.
Cité internationale des arts rovněž organizuje kulturní program a nabízí své prostory (koncertní sál, výstavní galerii) k pořádání akcí nejen ubytovaných umělců, ale i partnerských organizací nadace či dalších osob. Nabízí rovněž skupinové ateliéry pro výtvarníky a zkušebny pro hudebníky.
Program je zaměřen na francouzské i zahraniční umělce (malíře, sochaře, hudebníky, skladatele, tanečníky, spisovatele, filmaře, fotografy apod.), kteří chtějí tvořit v Paříži. Pobyt je zpoplatněn a trvá obvykle šest měsíců. Cité nabízí ubytování zhruba 300 umělcům z celého světa a od svého založení ubytovalo přes 15 000 osob.